# ルートヴィヒ7世 (ヘッセン＝ダルムシュタット方伯)
ルートヴィヒ7世（Ludwig VII., 1658年6月22日 - 1678年8月31日）は、ヘッセン＝ダルムシュタット方伯（在位：1678年）。

## 生涯
ルートヴィヒ6世とその最初の妃であったホルシュタイン＝ゴットルプ公フレデリク3世の娘マリー・エリーザベトの息子。ダルムシュタットで生まれた。
1678年に父が死去したためヘッセン＝ダルムシュタット方伯となるが、同年にゴータ（テューリンゲン州）にて赤痢で死去。異母弟のエルンスト・ルートヴィヒが後を嗣いだ。